# White Wind
White Wind – dziewiąty minialbum południowokoreańskiej grupy Mamamoo, wydany 14 marca 2019 roku przez wytwórnię RBW. Głównym singlem z płyty jest „Gogobebe” (kor. 고고베베 (gogobebe)). Płyta White Wind była czwartą i ostatnią częścią projektu „Four Seasons”.
Sprzedał się w nakładzie 77 249 egzemplarzy w Korei Południowej (stan na sierpień 2020)

## Lista utworów
| CD | CD                                               | CD                                  | CD                        | CD                                        | CD      |
| Nr | Tytuł utworu                                     | Tekst                               | Kompozycja                | Aranżacja                                 | Długość |
| -- | ------------------------------------------------ | ----------------------------------- | ------------------------- | ----------------------------------------- | ------- |
| 1. | „Where R U”                                      | Cosmic Sound, Cosmic Girl, Moonbyul | Cosmic Sound, Cosmic Girl | Cosmic Sound, Cosmic Girl                 | 3:08    |
| 2. | „Gogobebe” (kor. 고고베베 (gogobebe))            | Kim Do-hoon, Solar, Moonbyul        | Kim Gun-mo, Kim Do-hoon   | Kim Do-hoon                               | 3:15    |
| 3. | „Jyaega Gyaeya (Waggy)” (kor. 쟤가 걔야 (Waggy)) | Kim Do-hoon, Moonbyul               | Kim Do-hoon               | Kim Do-hoon                               | 3:12    |
| 4. | „25” (Wheein Solo)                               | Park Woo-sang, Wheein               | Park Woo-sang             | Park Woo-sang                             | 3:22    |
| 5. | „Bad Bye”                                        | B.O., Moonbyul                      | Jeon Da-woon, B.O.        | Jeon Da-woon, Jeong Hong-lim, Jang Dae-il | 4:33    |
| 6. | „My Star”                                        | Cosmic Sound, Cosmic Girl, Moonbyul | Cosmic Sound, Cosmic Girl | Cosmic Sound, Cosmic Girl                 | 3:11    |
| 7. | „4season (Outro)”                                | Park Woo-sang                       | Park Woo-sang             | Park Woo-sang                             | 1:22    |

## Notowania
| Lista                         | Pozycja |
| ----------------------------- | ------- |
| French Download Albums (SNEP) | 101     |
| Gaon Weekly Album Chart       | 1       |
| Five Music (Tajwan)           | 1       |
| World Albums (Billboard)      | 5       |